# Ryotaro Hiramatsu
Ryotaro Hiramatsu (平松 遼太郎 Hiramatsu Ryotaro?), född 5 april 1996 i Nara prefektur, är en japansk fotbollsspelare.
Hiramatsu började sin karriär 2019 i FC Imabari.